# 삼미신 (루벤스)
《삼미신》(영어: The Three Graces)은 삼미신이 묘사된 페테르 파울 루벤스의 그림이다.
이 그림은 1640년, 루벤스가 죽을 때까지 그의 개인 소장품으로 보관되어있다가 스페인의 필립 4세가 구입하여 1666년 마드리드 왕립 알카사르에 보관된 후, 현재는 마드리드의 프라도 미술관에 소장되어있다.
왼쪽에서 두 번째 인물은 루벤스의 두 번째 부인인 헬레나 푸르망과 결혼 후 그녀에게서 영감을 얻어 그려졌다.